# Ludwik Witos
Ludwik Witos (ur. 15 kwietnia 1901 w Radwanowie, zm. ?) – polski działacz ludowy, poseł na Sejm Ustawodawczy (1947–1952).

## Życiorys
Był rolnikiem i działaczem Stronnictwa Ludowego. W czasie II wojny światowej został deportowany do sowieckiego łagru w obwodzie swierdłowskim, w ZSRR. Po zwolnieniu z łagru wstąpił do Związku Patriotów Polskich w Czkałowie, zaś we wrześniu 1944 został zmobilizowany do Wojska Polskiego. Po wojnie organizował struktury Stronnictwa Ludowego. W 1947 uzyskał mandat poselski na Sejm Ustawodawczy.